# Ameronothrus oblongus
Ameronothrus oblongus är en kvalsterart som beskrevs av Sitnikova 1975. Ameronothrus oblongus ingår i släktet Ameronothrus och familjen Ameronothridae. Inga underarter finns listade i Catalogue of Life.